# Lucius Annaeus Cornutus
Lucius Annaeus Cornutus war ein antiker römischer Philosoph der stoischen Richtung.
Cornutus stammte aus Leptis Magna in Libyen, wohnte aber meist in Rom. Er lebte zur Zeit des Kaisers Nero. Bekannt ist er vor allem als Lehrer und Freund des Dichters Aulus Persius Flaccus, dessen Satiren er nach dem Tod des Freundes für die Veröffentlichung redigierte und dann Caesius Bassus auf dessen Bitte hin zur Publikation übergab.
Im Jahr 66 oder 68 wurde Cornutus von Nero verbannt, weil er indirekt des Kaisers Vorhaben, eine römische Geschichte in heroischen Versen zu verfassen, verunglimpft hatte. Danach liegen über ihn keine Daten mehr vor.
Cornutus verfasste rhetorische Werke sowohl in lateinischer als auch in griechischer Sprache. Spuren seiner rhetorischen Lehre haben sich bei späteren Rhetorikern erhalten, unter anderem im Anonymus Seguerianus. Fragmentarisch erhalten ist eine Schrift über die griechischen Götter.

## Textausgaben
- Heinz-Günther Nesselrath (Hrsg.): Cornutus, Die Griechischen Götter. Ein Überblick über Namen, Bilder und Deutungen. Eingeleitet, ediert, übersetzt und mit interpretierenden Essays versehen von Fabio Berdozzo, George Boys-Stones, Hans-Josef Klauck, Ilaria Ramelli und Alexei V. Zadorojnyi (= SAPERE. Band 14). Mohr Siebeck, Tübingen 2009, ISBN 978-3-16-150071-8 (PDF im Open Access).
- Peter Busch, Jürgen K. Zangenberg (Hrsg.): Lucius Annaeus Cornutus: Einführung in die griechische Götterlehre (= Texte zur Forschung. Band 95.) Wissenschaftliche Buchgesellschaft, Darmstadt 2010, ISBN 978-3-534-21228-6.
- George Boys-Stones: L. Annaeus Cornutus, Greek Theology. Fragments, and Testimonia. Society of Biblical Literature Press 2018.